# Otto Schöck (Künstler)

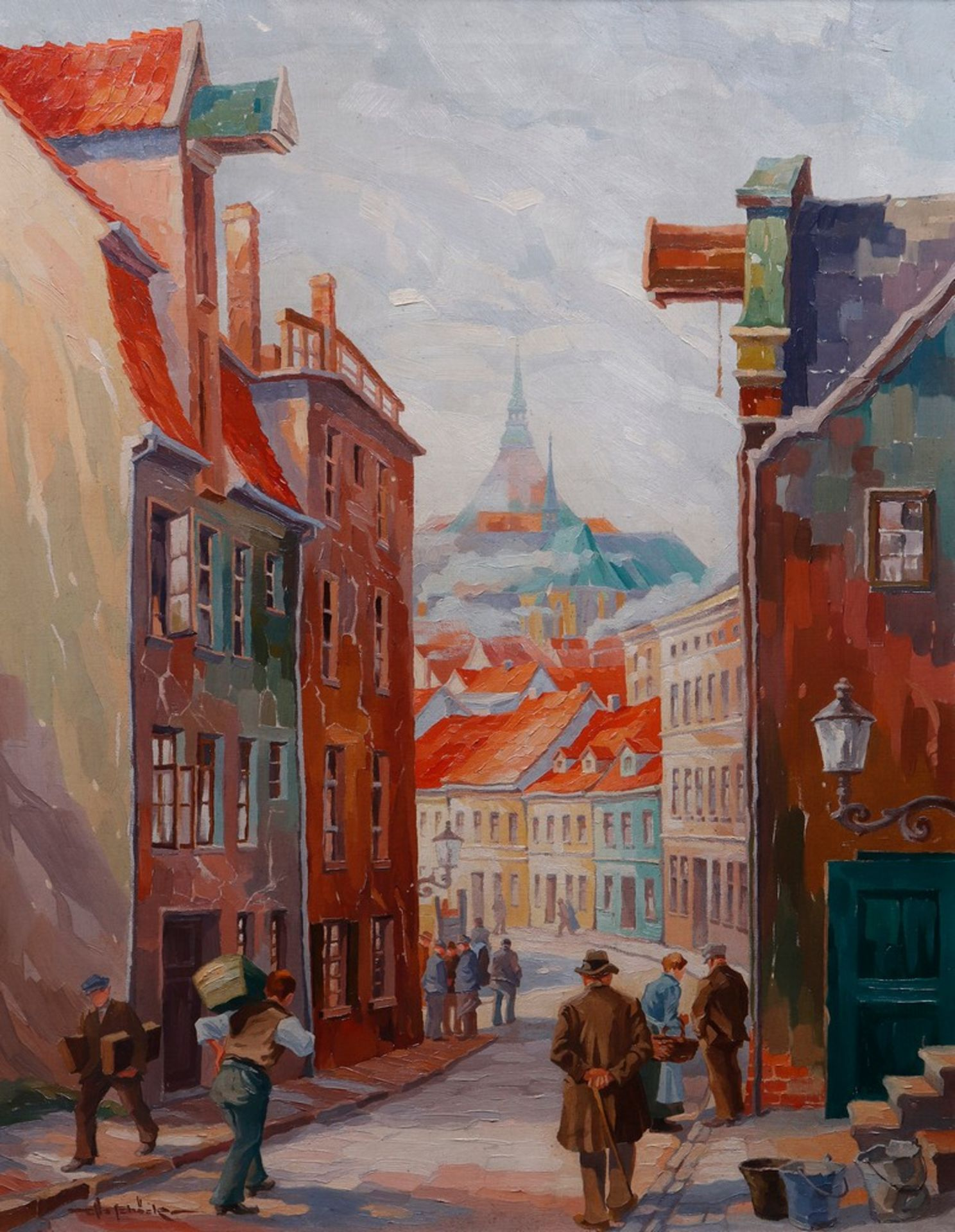
Rostock – Am Bliesathsberg. Öl/Leinwand

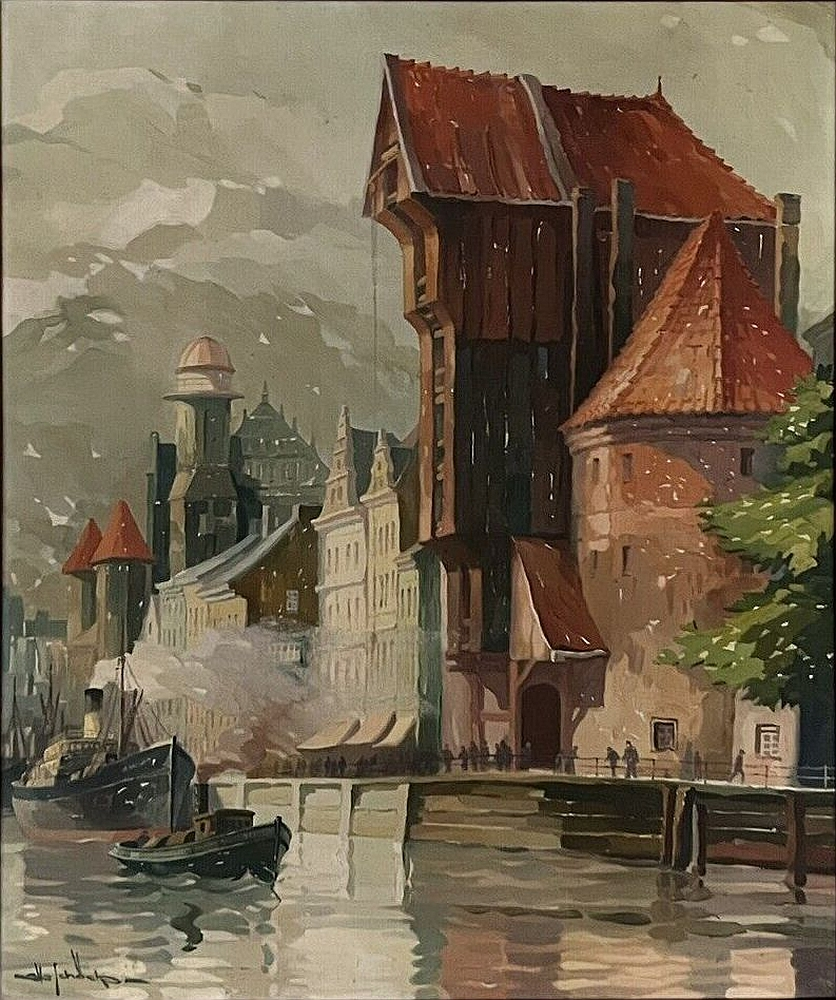
Danzig – Krantor. Öl/Leinwand

Otto Paul Adolph Schöck, auch Schoeck (* 24. März 1886 in Rostock; † 29. Juni 1936 in Bad Oeynhausen) war ein deutscher Maler, Grafiker und Zeichenlehrer.

## Leben
Otto Schöck (in frühen Lebensurkunden stets Schoeck) war Sohn des Stellmachers Johann Wilhelm Christian Schoeck und dessen Frau Caroline Marie Sophie, geb. Rebesky. Zu seiner Ausbildung gibt es keine Quellen, es liegt aber nahe, dass er einen Beruf im grafischen Gewerbe erlernte, da er bereits um 1910 Lithographien für den Rostocker Verlag von G. B. Leopold fertigte und 1913 sowie 1916 mehrere Postkartenserien zu Fritz Reuter gestaltete. Nach der Teilnahme am Ersten Weltkrieg, aus dem er als Vizefeldwebel der Reserve zurückkehrte, besuchte er die Staatliche Kunstgewerbeschule in München und legte 1922 die Prüfung zum Zeichenlehrer ab. Ab 1923 war er als Zeichenlehrer an der Altstädtischen Knabenschule in Rostock tätig. Im Oktober des Jahres heiratete er die Buchhalterin Irma Käkenmeister (* 1901), Tochter eines Schlossermeisters. In den Adressbüchern wurde er ab 1922 als Grafiker und Zeichenlehrer geführt. Neben seiner 
Lehrtätigkeit wirkte er als Buchillustrator, so lieferte er etwa gemeinsam mit Egon Tschirch die Bilder und den Buchschmuck zu Karl Herrmanns Das alte und das neue Deutschland. Auch an den beliebten, beim Hinstorff Verlag erscheinenden Voß- un Haas-Kalendern war er mit Illustrationen beteiligt. Als Maler beschäftigte er sich mit Stadtveduten und Landschaftsdarstellungen. Otto Schöck verstarb wenige Monate nach seinem 50. Geburtstag an einem Nierenleiden.

## Werke (Auswahl)
Illustrator
- Zwölf Postkarten: „Nach Originalen mit Motiven aus Fritz Reuters Werken in Strübings Wintergarten zu Rostock.“ Leopold, Rostock 1913.
- Fritz Reuter-Postkarten. Nach Originalen von Johann Bahr. Schlachtensee-Berlin, 1916.
  - Reihe 1: Ut mine Stromtid. 12 Karten
  - Reihe 2: Ut de Franzosentid u. a. m. 12 Karten
  - Reihe 3: Ut mine Stromtid. 6 Karten
- Karl Otto: Von den Kämpfen der Neunziger. Kriegserlebnisse. Leopold, Rostock 1916 (Illustriert von Otto Schöck) (DNB 362287031 / doi:10.20345/digitue.23241)
- Karl Herrmann (Hrsg.): Das Buch der Braut. Adler, Rostock 1922. (Buchschmuck)
- Karl Herrmann: Das alte und das neue Deutschland. 2 Bände, Lodde, Rostock 1923, 1925 (Bilder und Buchschmuck)
- Friedrich Fentzahn, Friedrich Siems (Bearb.): Stimmt an! Neue Jugendklänge, Musikbuch für Schule und Haus. Mecklenburgischer Pestalozziverein (Hrsg.), Rostock 1929 und Diesterweg, Frankfurt am Main. (Umschlagzeichnung)
- Ernst Weber und Albert Schmidt (Bearb.): Beltz’ Bogenlesebuch: Geschichte. Geschichtsheft 1–3. Beltz, Langensalza 1925 (Umschlagzeichnung)

Maler und Lithograph
- Rostock vor 100 Jahren. Neudruck der Lithographien von Johann Gottfried Tiedemann von ca. 1845. Leopold, Rostock 1910. [Originaltitel: Meklenburg in Bildern.]
  - Der Hopfenmarkt zu Rostock im Jahre 1585 (jetzt Blücherplatz). Vierfarbendruck, Ansicht 16 × 25,3 cm, Blattgröße 28,5 × 37,5 cm.
  - Die Stadt Rostock vom Steintore im Jahre 1841. Vierfarbendruck, Ansicht 17,2 × 27,3 cm, Blattgröße 28,5 × 37,5 cm.
- Das Krantor zu Danzig. Öl/Leinwand, 75 × 65 cm.
- Am Bliesatsberg – Rostock. Öl/Leinwand, 94 × 73 cm.